# Jonas Owczarek
Jonas Owczarek (* 23. Mai 1978 in Berlin) ist ein ehemaliger deutscher Radrennfahrer.
Nachdem er als bis heute einziger Nachwuchsfahrer in einer Saison sowohl bei der DM Cross (Meister) auf dem MTB (Vizemeister) und auf der Straße (Dritter) auf dem Podium stand, wurde er im Telekom Nachwuchsteam aufgebaut. Jonas Owczarek wurde im Jahr 2000 deutscher Meister im Straßenrennen der U23-Klasse. Im nächsten Jahr fuhr er für die Mannschaft Agro-Adler-Brandenburg. Ab 2003 fuhr er für das Team Lamonta. In seinem ersten Jahr dort gewann er eine Etappe beim Giro del Capo und 2004 war er auf einem Teilstück des Flèche du Sud erfolgreich. 2006 bis 2008 fuhr Owczarek für das deutsche Team Sparkasse. Dort gewann er 2006 das Wellinger Bergkriterium und wurde Fünfter beim Münsterland Giro.

## Erfolge
2000
- Deutscher Straßenmeister (U23)

2003
- eine Etappe Giro del Capo

2004
- eine Etappe Flèche du Sud

## Teams
- 2001 Agro-Adler-Brandenburg
- 2003–2004 Team Lamonta
- 2006–2008 Team Sparkasse